# 利比亞民族主義

利比亞國旗

利比亞民族主義（阿拉伯語：قومية ليبية）是利比亞國的民族主義，以利比亞民族和利比亞文化構成。最早起源於1830年代，塞努西亞王朝的崛起。塞努西亞王朝融合了北非蘇菲主義和正統伊斯蘭教作為其主要意識，使利比亞民族主義得以發展。1934年，義大利王國殖民北非後，的黎波里塔尼亞和昔蘭尼加公開反對義大利殖民統治，並於1922年，在塞努西亞王朝領袖奧馬爾·穆赫塔爾領導下，展開了反抗義大利殖民的起義。1946年，利比亞在第二次世界大戰後成為獨立國家，並在塞努西亞王朝的帶領下，建立了利比亞王國。
1969年，穆阿邁爾·卡扎菲領導的自由軍官發動利比亞綠色革命後，推翻了塞努西亞利比亞，利比亞阿拉伯共和國成立，利比亞進入卡扎菲時期。卡扎菲領導下的利比亞最初奉行泛阿拉伯主義，如同許多阿拉伯國家領袖一樣，試圖建立統一的阿拉伯民族國家，但在後期，卡扎菲放棄了這個目標，主要原因包括了邊境衝突。在大利比亞阿拉伯人民社會主義民眾國成立後，改以強調「利比亞民族特色」的利比亞民族主義與非洲民族主義，統稱為卡扎菲主義，在查德-利比亞戰爭中最為明顯。1978年，卡扎菲在奧祖地帶與查德共和國發動了民族收復主義戰爭，最終查德勝利。
2011年，受突尼西亞共和國茉莉花革命與阿拉伯之春影響，第一次利比亞內戰爆發，卡扎菲政權垮台，利比亞民團結政府成立。